# ۲۹ (میلادی)
۲۹ (میلادی) بیست و نهمین سال تقویم میلادی است.

## رویدادها
بر اساس مکان
امپراتوری روم
- آگریپینای بزرگ، به جزیره پانداتاریا تبعید می‌شود و پسرانش (به جز کالیگولا) توسط لوسیوس آئلیوس سیجانوس زندانی می‌شوند.[۱]
- آئولوس پلاتیوس، رهبر نظامی بعدی تهاجم به بریتانیا تحت فرمان امپراتور کلودیوس، در کنار لوسیوس نونیوس آسپرناس کنسول می شود.[۲]

بر اساس موضوع
دین
- بر اساس انجیل لوقا (لوقا ۳: ۱-۲)، گمان می‌رود که خدمت یحیی تعمیددهنده و عیسی مسیح از این سال آغاز شده باشد.[۳]عیسی توسط یحیی تعمید دهنده غسل تعمید داده می‌شود.

## درگذشتگان
- گایوس فوفیوس جمینوس، تریبون و کنسول پلبی رومی

- جولیای کوچک، نوه آگوستوس (متولد ۱۹ پیش از میلاد)

- لیویا، همسر آگوستوس و مادر تیبریوس (متولد ۵۸ پیش از میلاد)